# Isaac Newton
Isaac Newton (Woolsthorpe, 25. prosinca 1642. – Kensington, 20. ožujka 1727.) bio je engleski fizičar, matematičar i astronom. Jedan je od najznačajnijih znanstvenika u povijesti, a smatra se polihistorom.
Studirao je na Cambridgeu (1661. – 1665.). Nakon završetka studija, kada se zbog kuge sveučilište zatvorilo, vratio se kući u Woolsthorpe gdje je samostalno učinio niz temeljnih otkrića iz mehanike i matematike (1665. – 1667.) premda je većinu objavio tek nakon dvadesetak godina. Godine 1669. postao je profesorom na Trinity Collegeu u Cambridgeu. Tih godina bavio se uglavnom optikom. Od 1671. bio je član (od 1703. predsjednik, položaj na koji je biran do kraja života) Kraljevskog društva (eng. Royal Society) u Londonu. Godine 1695. postavljen je za nadzornika, a 1701. za upravitelja državne kovnice novca. Tada se preselio u London gdje je ostao do kraja života. Godine 1699. postao je jedan od osmorice stranih članova Francuske akademije znanosti.

## Životopis

#### Djetinjstvo i školovanje
Isaac Newton rođen je kao nedonošče na Božić 1642. u Woolsthorpeu, zaseoku u blizini Granthama u Lincolnshireu. Rođen tri mjeseca nakon smrti svojega oca, nepismenoga maloposjednika (također imena Isaac). Još je mjesec dana po rođenju nosio potporanj oko vrata te se, kako kaže sâm Newton, nije vjerovalo da će ostati živ. Newton je često ponavljao kako je, kao nedonošče, bio toliko sićušan da je mogao stati u litreni lonac.
S nenavršenih tri godine, njegova ga je majka, Hanna Ayscough, ostavila na brizi svojoj majci ne bi li se mogla ponovno udati i podići drugu obitelj s Barnabasom Smithom, bogatim župnikom obližnjeg North Withama. Na Newtonov je život uvelike utjecalo njegovo prerano rođenje, duga odvojenost od majke kao i izrazita mržnja njegova očuha. Čak i nakon povratka Hannae Ayscough u Woolsthorpe 1653., nakon smrti drugog supruga, Newton nije mogao zadobiti majčinu pažnju i nježnost, zbog čega je vjerojatno i razvio tako složen karakter. Newtonovo djetinjstvo bilo je sve samo ne lijepo. Tijekom života stalno je bio na rubu emocionalnog sloma. Poznati su slučajevi kada je žestoko i osvetoljubljivo napadao i prijatelje i neprijatelje. Iste godine kada mu se majka vratila u Woolsthorpe, Newton je prestao odlaziti u školu ne bi li ispunio svoje nasljedno pravo da postane poljoprivrednik. Srećom, u tom je zanimanju bio izrazito neuspješan pa se ubrzo vratio u kraljevsku školu u Granthamu, gdje se pripremio za Trinity College u Cambridgeu. Postoje mnoge anegdote o tom periodu Newtonovog života.
Prekretnica u Newtonovom životu zbila se u lipnju 1661. kada je napustio Woolsthorpe i upisao Sveučilište u Cambridgeu. Tada je Newton ušao u novi svijet, svijet koji će uskoro zvati svojim.
Iako je Cambridge bio izuzetan centar znanja, duh znanstvene revolucije još nije ušao u staromodnu i pomalo zastarjelu sredinu. Malo se zna o Newtonovom studentskom životu, ali lako je pretpostaviti kako je uočio mnogo o Aristotelu kao i drugim klasičnim autorima. Nadalje, po svemu sudeći nije se pretjerano isticao od ostatka studentskog tijela. Godine 1664. Isaac Barrow, profesor matematike na sveučilištu Cambridge, ispitao je Newtonovo poznavanje euklidske geometrije i ocijenio ga jedva zadovoljavajućim. Danas znamo kako je tijekom studija Newton bio zaokupljen privatnim radom, na svoju ruku je ovladao radovima René Descartesa (Géometrié),  Pierrea Gassendia, Thomasa Hobbesa i drugih značajnih osoba znanstvene revolucije. Serije bilježnica dokazuju kako je Newton počeo savladavati Descartesovu geometriju i druge forme matematike, daleko naprednije od Euklidovih elemenata. Barrow, koji je i sam bio darovit matematičar, trebao je tek prepoznati Newtonov genij.
Godine 1665. Newton je položio ispit za prvostupnika na Sveučilištu u Cambridgeu. Diplomirao je s pohvalama. Pošto je sveučilište bilo zatvoreno naredne dvije godine zbog kuge, Newton se vratio u Woolsthorpe. Nakon povratka, u samo 18 mjeseci Newton je ostvario niz znanstvenih otkrića. Kako se kasnije i sam prisjećao: “Sve se to zbilo u dvije godine kada je harala kuga, od 1665. do 1666. godine. U to sam vrijeme bio na vrhuncu sposobnosti bez obzira radi li se o izumima ili o proučavanju matematike i filozofije.” U matematici, Newton je postavio svoju metodu toka odnosno račun beskonačnosti, postavio osnove teorije prirode svjetlosti i boje, ostvario značajan napredak u proučavanju planetarnog gibanja što će kasnije, objaviti u svojoj najpoznatijoj knjizi: Matematički principi filozofije prirode (lat. Philosophiae Naturalis Principia Mathematica, 1687.).

#### Primanje u akademiju i prvi sukobi
U travnju 1667., Newton se vratio na Cambridge gdje je u tijesnoj utrci dobio mjesto znanstvenog novaka na Trinityu. Uspjeh je popratilo i poprilično bogatstvo. Sljedeće je godine magistrirao umjetnost, a 1669. (prije navršenog 27. rođendana) naslijedio je Isaaca Barrowa na mjestu profesora matematike. Nova su mu zaduženja omogućila organizaciju njegovih prijašnjih istraživanja optike. Godine 1672., nedugo nakon što je primljen u Kraljevsko društvo (eng. Royal Society), objavio je svoj prvi znanstveni rad. Bio je to briljantan i kontroverzan rad o prirodi boja. U prvoj od serije žestokih rasprava, Newton se suočio s cijenjenim znanstvenikom Robertom Hookeom. Kontroverza koja je trajala sve do 1678. ostavila je traga na Newtonovom ponašanju. Nakon početnog okršaja, Newton se polako povukao. Usprkos tomu, Newton je 1675. izdao još jedan članak kojim je ponovno privukao pažnju znanstvene javnosti. Naime, zbog tog je članka optužen za plagiranje rada samog Hookea. Optužbe su bile potpuno neosnovane. Nakon što se opekao po drugi put, Newton se ponovno povukao.
Godine 1678. Newton je pretrpio ozbiljan emocionalni slom, a sljedeće godine mu je umrla i majka. Newton se ogradio od svijeta i ljudi i posvetio istraživanju alkemije. Iako se kasnije taj rad smatrao sramotnim, Newton je tijekom alkemičarske faze izuzetno ozbiljno proučavao osnovne sile u prirodi. Zahvaljujući upravo tom radu uspio je postaviti značajna teoretska promišljanja, nešto što nije mogao u okrilju filozofije mehanike. Dok je filozofija mehanike svodila sve pojave u prirodi na model tijela u gibanju, filozofija alkemije je predviđala mogućnost postojanja pojava privlačenja i odbijanja na čestičnoj razini. Osnove Newtonovog kasnijeg rada na području nebeske mehanike mogu se dovesti u vezu s njegovim poznavanjem alkemije. Kombinirajući pokuse i duboka matematička promišljanja, Newton je preobrazio filozofiju mehanike dodajući joj novu i tajanstvenu, ali zato mjerljivu veličinu: silu gravitacije.
Prema predaji, 1666. Newton je opazio pad jabuke s drveta u svom vrtu u Woolsthorpeu. Kako se kasnije sam prisjećao: “Iste sam godine počeo razmišljati o proširenju gravitacije i na gibanje Mjeseca.” Newtonovo sjećanje i nije sasvim točno. Ustvari, prema svim pokazateljima, koncept univerzalne gravitacije u Newtonovom umu se nije razvio 1666., za to je bilo potrebno čak 20 godina inkubacije. Ironično, upravo je Robert Hooke pomogao rađanju te velike ideje. U studenom 1679., Hooke je započeo intenzivno dopisivanje na temu gibanja nebeskih tijela. Iako je Newton naglo prekinuo korespondenciju, Hookeova su pisma poslužila kao poveznica između centripetalnog privlačenja i sile čija jačina opada s kvadratom udaljenosti. Početkom 1680. Newton je izradio vlastite zaključke.
Istovremeno, u kavanama Londona, Hooke, Edmond Halley i Christopher Wren neuspješno su pokušavali riješiti problem gibanja planeta. U kolovozu 1684. Halley je napokon posjetio Newtona na Cambridgeu, nadajući se odgovoru na sljedeću zagonetku: “Kojeg je oblika putanja po kojoj se kreću planeti kada obilaze oko Sunca, ako se gibaju pod djelovanjem privlačne sile koja opada s kvadratom udaljenosti?” Čim je postavio pitanje, Newton je spremno odgovorio: “Eliptična”. Kada ga je Halley zatražio objašnjenje, Newton je rekao kako je to već izračunao. Iako je Newton u privatnosti već pronašao odgovor na jednu od zagonetki svemira, a samo je on i posjedovao potrebne matematičke vještine za takav pothvat, matematički je dokaz negdje zametnuo. Na kraju rasprave, Newton je Halleyju obećao poslati nov matematički izvod. Kao djelomično ispunjenje svog obećanja, Newton je nedugo poslije, 1684. objavio svoj slavni rad De Motu. Iz tog je rada kasnije nastalo njegovo najpoznatije djelo Philosophiae Naturalis Principia Mathematica. Radi se o možda najznačajnijem djelu u cijeloj povijesti znanosti, a treba naglasiti kako su značajan doprinos nastanku tog djela ostvarili i Hooke i Halley.
Iako je Principia u znanstvenim krugovima dočekana s odobravanjem, budućnost ovog djela bila je upitna i prije tiskanja. Hooke je i ovdje odigrao ključnu ulogu tvrdnjama, koje i nisu bile potpuno neosnovane, kako ima pravo na dio Newtonovih zasluga zbog pisama koje su razmijenili 1679. i 1680. Njegov je trud ipak bio uzaludan. Newton je bio toliko bijesan da je prijetio povlačenjem treće knjige Principia te da će se odreći znanosti kao što bi se odrekao `drske i svadljive žene`. Kada se napokon smirio, Newton je pristao na objavu. Ipak, umjesto priznanja Hookeova doprinosa, Newton je izbrisao svaki spomen Hookeova imena u djelu. Mržnja prema Hookeu potpuno ga je obuzela zbog čega je odbio objaviti svoju Optiku i gotovo se potpuno povukao iz rada Kraljevskog društva sve do nakon Hookeove smrti 1703.
Nakon objave Principia, Newton se počeo više baviti javnim poslovima. Godine 1689. izabran je za predstavnika Cambridgea u Parlamentu. Tijekom svog boravka u Londonu upoznao je slavnog filozofa Johna Lockea i Nicolasa Fatio de Duilliera, briljantnog mladog matematičara koji mu je postao bliski prijatelj. Godine 1693. Newton je pretrpio još jedan živčani slom, ali nimalo sličan onomu iz 1677. i 1678. Uzrok ovog živčanog sloma podložan je različitim interpretacijama: previše rada, stres zbog kontroverzi s Hookeom, neobjašnjen prekid prijateljstva s Fatiom, možda kronično trovanje živom zbog trogodišnjeg bavljenja alkemijom. Vjerojatno je svaki faktor imao svoj utjecaj. Sve što zapravo znamo jest da su Locke i Samuel Pepys primili čudna i uznemirujuća pisma zbog kojih su se zabrinuli za `uravnoteženost Newtonova uma`. Bez obzira na uzrok, ubrzo nakon oporavka Newton je potražio novo namještenje u Londonu. Godine 1696., uz pomoć Charlesa Montagua, kolege s Trinitya i kasnijeg grofa od Halifaxa, Newton je imenovan Upraviteljem kovnice novca. Novo mu se namještenje toliko svidjelo da je bez zadrške napustio Cambridge i preselio u London.
Tijekom boravka u Londonu Newton je uživao u moći i priznanju društva. Njegovo mu je zaposlenje osiguralo lagodan život i društveni status i to ne bez pokrića jer se naime pokazao kao izuzetno aktivan i sposoban upravitelj. Nakon Hookeove smrti 1703., Newton je izabran za predsjednika Kraljevskog društva. Na tu su ga dužnost opetovano izabirali svake godine sve do njegove smrti. Godine 1704. objavio je svoje drugo veliko djelo, Optiku, zasnovano uglavnom na radu starom i nekoliko desetljeća. Godine 1705. dodijeljen mu je status viteza.
Iako su njegove kreativne godine prošle, Newton je i dalje imao velik utjecaj na razvoj znanosti. Kraljevsko je društvo bilo njegov instrument, a koristio ga je i za vlastiti napredak. Vrijeme kada je Newton bio predsjednik Kraljevskog društva opisuje se kao vrijeme tiranije i autokracije. Njegova kontrola nad životima i karijerama mlađih učenika bila je neupitna i potpuna. Newton nije podnosio prigovore i kontroverzu, što se jasno vidi i iz njegova sukoba s Hookeom. U kasnijim raspravama, u vrijeme kada je bio predsjednik Kraljevskog društva, uživao je neospornu kontrolu nad društvom pa je tako na primjer objavio Flamsteedova astronomska opažanja, njegovo životno djelo, bez dopuštenja samog Flamsteeda. Isto je učinio i sa svojom raspravom o aritmetici, koju je vodio sa znamenitim Leibnizom. Newton je za izravan rat riječima koristio mlađe kolege, dok je on u pozadini planirao napad i obranu. Rad Kraljevskog društva se na kraju pretvorio u provođenje Newtnove volje. Sve do svoje smrti, Newton je neosporno dominirao znanstvenom scenom tog vremena.

#### Alkemija i filozofija
Newton je kao alkemičar žudio otkriti ono što se zove materia prima (prvobitna materija) kako bi na taj način imao sve. Nije se zadovoljavao samo objašnjavanjem ustrojstva svijeta jer je priznavao vrhovnog tvorca na svoj protestantski način, kao strastveni teolog i pisac mnogih teoloških rasprava u kojima je iskušavao svoju logiku, na pitanjima bez ikakvog značaja za znanost, pa i samu teologiju danas. Nije se zadovoljavao pasivnim promatranjem i bilježenjem onoga što jest takvo kakvo jest; od prvoga dana stvaranja žudio je za samim stvaranjem, za mijenjanjem, kako bi mogao reći: "Otkrio sam sve". Hypotheses non fingo (Ne izmišljaj hipoteze) bijaše njegovo čuveno geslo koje nije napuštao do kraja života. Za sve je tražio logična objašnjenja u eksperimentu. 
Newtonova tajanstvenost, šutnja i strpljiv rad mogli su imati i kobne posljedice po njegov život, kada se 1690. zapalio njegov radni kabinet. U požaru koji je, čini se, izazvala mačka oborivši svijeću izgorjeli su neki njegovi rukopisi, među kojima su bili radovi vezani uz kemiju, knjiga o prelamanju svjetlosti, ogledi kojima se bavio 20 godina i drugo; ogroman iskustveni materijal kakav nije bilo moguće više prikupiti. Newton je bio očajan. Štoviše, tri godine bio je na opasnom putu prema ludilu, s trenucima potpune neuračunljivosti, ali se ipak uspio izvući iz takvog stanja. Navodno mu je u pronalaženju izlaza pomogla i njegova nećakinja po nagovoru filozofa Johna Lockea, velikog Newtonovog prijatelja.
Newton je bio čovjek duha, zaboravljao je na hranu i san kada je radio. Probudivši se, dugo je sjedio u noćnoj košulji na rubu kreveta i razmišljao. Smatrao je, kao i matematičar René Descartes, kako nakon sna mozak najbolje radi, oslobođen zagađenja. Newton je mnogo godina bio i zastupnik u britanskom parlamentu gdje je uporno šutio, osim u nekoliko iznimnih slučajeva kada je digao svoj glas u korist autonomnosti znanosti i Cambridgea. Njegova slava bila je tolika da se preko njegovih riječi nije moglo lako prijeći. Također je bio dopisni član Francuske akademije, a francuski kralj Luj XIV mu je čak nudio i mirovinu.  Počasti koje su mu iskazivane nije doživio nijedan Englez prije njega. No, usprkos cijeloj toj slavi, Newton je bio skroman. U pismu Robertu Hookeu rekao je (dok je govorio o Descartesu koji je preminuo malo prije njegova rođenja): "Ako sam i vidio dalje od drugih, to je zato što sam stajao na ramenima divova.". Time je mislio kako su za njegov rad zapravo većinom zaslužni veliki znanstvenici prije njega.

#### Starost i smrt
Newton je doživio 84 godine, uglavnom u dobrom zdravlju. Izgubio je samo jedan zub, od napornog gledanja u sunce oslabio mu je vid, a kosa mu je rano osijedila, iako je ostala bujna do posljednjih dana. Preminuo je u Kensingtonu. Iza Newtona su ostale brojne, još poptuno neistražene bilježnice s tisućama kemijskih recepata.

## Najvažniji izumi, djela i otkrića
Newton se smatra najoriginalnijim i najutjecajnijim teoretičarem u povijesti znanosti. Pored otkrića računa beskonačnosti i nove teorije prirode svjetlosti i boja, Newton je postavljanjem triju zakona kretanja i općim zakonom gravitacije temeljito promijenio osnovnu strukturu fizike. Kao jedan od pokretača znanstvene revolucije u 17. stoljeću, Newtonov rad povezao je radove mnogih slavnih fizičara poput Kopernika, Keplera, Galilea i Descartesa u novu moćnu teoriju. Tri stoljeća poslije, klasična mehanika ostaje izuzetno korisna i ništa manje elegantna nego tada.
Jedinica za silu, njutn, nazvana je njemu u čast.

### Radovi na području optike
Proučavajući lom svjetlosti kroz staklenu prizmu, Newton je zaključio da se bijela svjetlost sastoji od zrakâ različitog indeksa loma i da je boja prolazne svjetlosti svojstvo koje dolazi od loma svjetlosti kroz tvar. Pustivši spektralno rastavljenu svjetlost kroz prizmu, izveo je ključni pokus koji je pokazao da se ona dalje više ne može rastaviti. 
Objašnjavajući optičke pojave, Newton je razvio korpuskularnu (čestičnu) teoriju svjetlosti, po kojoj je svjetlost roj čestica koje se u vakuumu kreću brzinom od 300 000 km/s, a u eteru stvaraju valove. Mnoge optičke pojave, kao lom svjetlosti, odbijanje i takozvane Newtonove kolobare, objašnjavao je međudjelovanjem čestica i valova. Newtonova korpuskularna teorija bila je tijekom 19. stoljeća potpuno zanemarena, jer je općenito bila prihvaćena valna teorija svjetlosti (Christiaan Huygens; James Clerk Maxwell). No ona je ipak, kako se pokazalo početkom 20. stoljeća, sadržavala istinitu tvrdnju o čestičnoj prirodi svjetlosti (foton). 
Kako bi izbjegao kromatsku aberaciju u lećama, za koju je smatrao da se ne može ukloniti, Newton je 1668. konstruirao prvi teleskop s konkavnim zrcalom (Newtonov reflektor). Teleskop, koji je 1671. prilikom primanja u članstvo darovao Kraljevsko društvo (eng. Royal Society), čuva se do danas. Najveći suvremeni teleskopi koriste konkavna zrcala. 
Godine 1672. izašlo je njegovo djelo Nova teorija svjetla i boja (eng. New Theory about Light and Colour), poznato i pod nazivom Optika (eng. Opticks).

### Radovi na području mehanike i astronomije
Newton je osnivač dinamike i prvi je uveo pojam sile. Problem gibanja nebeskih tijela Newton je riješio već 1666., no teoriju gravitacije objavio je tek 1685. u djelu Traktati o gibanju (lat. Tractationes de Motu), gdje je pokazao da se gibanje Mjeseca i planeta može objasniti pretpostavkom da se tijela međusobno privlače silom koja je razmjerna produktu njihovih masa, a obrnuto razmjerna kvadratu međusobne udaljenosti (gravitacija). Tek je Einsteinova opća teorija relativnosti pronašla okolnosti u kojima Newtonova teorija zakazuje. Međutim, kao i Newtonovi zakoni gibanja, Newtonova teorija gravitacije ušla je u opću teoriju relativnosti kao njezin sastavni dio. 
Oko 1685. započeo je rad na svojem epohalnom djelu Matematički principi filozofije prirode (lat. Philosophiae Naturalis Principia Mathematica, 1687.) u tri sveska. Prvi dio utemeljuje mehaniku i uključuje matematiku orbitalnoga gibanja oko izvora sile koja se smanjuje s kvadratom udaljenosti. Drugi je dio teorija fluida, unutar koje je dao niz rješenja problema gibanja fluida i gibanja kroz fluid. Iz vrijednosti gustoće zraka izračunao je brzinu zvuka u zraku. U trećem dijelu razvio je teoriju gravitacije u svemiru, koja, ako se izuzmu relativistički učinci, vrijedi i danas.

### Radovi na području matematike
Među prvim Newtonovim radovima bili su izvod binomnoga poučka (1665.) za cjelobrojne potencije, koji je poslije (1676.) poopćio na sve racionalne brojeve, i začetak diferencijalnog i integralnoga računa (1676.), prije Gottfrieda Leibniza. Newton je dao empirijsku interpolacijsku formulu i metodu za približna rješenja algebarske jednadžbe bilo kojega stupnja.

## Drugi o Newtonu
O Newtonovom je znanstvenom radu filozofski traktat napisao hrvatski filozofski i bogoslovni pisac, isusovac Kazimir Bedeković Komorski.

## Vanjske poveznice
|  | Zajednički poslužitelj ima još gradiva o temi Isaac Newton |